# 1988 في نيوزيلندا
فيما يلي قوائم الأحداث التي وقعت خلال عام 1988 في نيوزيلندا.

## رياضة
- 26 مارس – بطولة العالم للعدو الريفي 1988

## كتب
من الكتب التي صدرت هذه السنة في نيوزيلندا:
- 1 يناير – إذا عدت النساء من تأليف مارلين ويرينغ.

## مواليد

### يناير
- 18 يناير – أندرو ويلر لاعب كرة سلة نيوزيلندي.

### فبراير
- 1 فبراير – كاتي هويل لاعبة كرة قدم نيوزيلندية.

### مايو
- 4 مايو – يستلي غوف درّاج طريق نيوزيلندي.

### يوليو
- 3 يوليو – وينستون ريد لاعب كرة قدم نيوزلندي.
- 8 يوليو – جيسي سيرجنت دراج نيوزيلندي.
- 20 يوليو – بي جاي أنتوني لاعب كرة سلة نيوزيلندي.

### سبتمبر
- 17 سبتمبر – مايكل فيتزجيرالد لاعب كرة قدم نيوزلندي.

### أكتوبر
- 3 أكتوبر – هيلين كولينز لاعبة كرة قدم نيوزيلندية.
- 10 أكتوبر – روز ماكيفر ممثلة نيوزيلندية.
- 29 أكتوبر – كاين فينسنت لاعب كرة قدم نيوزلندي.

### نوفمبر
- 29 نوفمبر – كوري وبستر لاعب كرة سلة نيوزيلندي.

## وفيات

### أكتوبر
- 9 أكتوبر – بوب جوسلين (مواليد 1928) ملاكم نيوزيلندي.